# Gabriel Kurzeniecki
Gabriel Kurzeniecki herbu własnego (ur. ?, zm. 1696) – podkomorzy bielski w latach 1691–1696, chorąży bielski w latach 1681–1691, podstoli podlaski w 1671 roku, chorąży parnawski w latach 1658–1681.
Poseł na sejm 1681 roku.
W 1674 roku był elektorem Jana III Sobieskiego z ziemi bielskiej.